# Rafaela
Rafaela és una ciutat argentina, capçalera del departament Castellanos a la província de Santa Fe. Tercera ciutat més poblada de la província i la tercera en importància, darrere de Rosario i Santa Fe. El nom va ser atribuït pel fundador en honor de Rafaela Rodríguez de Egusquiza, que va ser l'esposa del seu amic i col·laborador Fèlix Egusquiza. Popularment se la coneix com "La Perla de l'Oest". Té una població de 99.150 segons el cens de 2010 [INDEC].
El nucli de població va ser establert el 1881 per Guillermo Lehmann, i es va convertir oficialment en ciutat el 1913. Rafaela compta amb un aeròdrom amb vols diaris a l'Aeroparc Jorge Newbery (Buenos Aires) i l'aeroport de Sauce Vell (Santa Fe).